# Лео Скалліон
Ле́о Ска́лліон (англ. Leo Scullion, нар. 10 квітня 1958 ) - шотландський професійний рефері зі снукеру.

## Біографія та кар'єра
До того, як стати рефері, Скалліон 20 років пропрацював у місцевій поліції  . У 1999 році Лео отримав статус професійного рефері і був прийнятий в PRA. У 2008 році, на турнірі Гран-прі він вперше судив «пізні» стадії телевізійних ігор (зокрема, півфінальний матч між Алі Картером та Раяном Деєм). Ще через два роки Скалліон дебютував на чемпіонаті світу  . 
Лео Скалліон - всього лише другий професійний рефері з Шотландії після Мікаели Табб. 
Вищий брейк Скалліона - 93 очки.